# Kadeloh
Kadeloh, auch Kadalho, Kadalhous, Kadelho, Kadelhous, Kadelohus, Kadelous, Cadeloch, Kadlohus oder Cathelo († 1045 in Italien, wahrscheinlich in Rom) war von 1030 bis 1045 Bischof von Naumburg.

## Leben
Über Kadelohs Herkunft lässt sich aus der verfügbaren Urkundenlage nichts erkennen. Möglicherweise weist sein Name auf eine bayerische oder lombardische Abstammung hin. Er erhält seine Ordinierung als Bischof von Naumburg von dem Magdeburger Erzbischof Humfried und setzt wie sein Vorgänger Hildeward von Gleißberg den weiteren Ausbau des Bistums mit den Markgrafen von Meißen fort.
So erwirbt er 1030 den Buchenforst bei Naumburg, 1032 den Königshof Balgstädt an der Unstrut, 1040 Kosen südwestlich von Naumburg, Beuditz, Punkewitz, Graitschen, Großgestewitz und Krössuln in den Gauen Wethau und Teuchern. Im Jahre 1043 übereignet der König am 27. Juni der Naumburger Kirche den Hof Volkmannrode bei Mansfeld sowie den Ort Roitzsch bei Bitterfeld und Kadeloh scheint auch derjenige gewesen zu sein, der die ersten Baumaßnahmen am späteren Naumburger Dom begonnen hat, der vor 1044 geweiht wurde.
Dadurch, dass Kadeloh Kaufleute aus Kleinjena, vermutlich im Jahr 1033, in Naumburg ansiedelte, ist er wohl als Gründungsvater der Stadt Naumburg anzusehen. Sein Fleiß bei der Bewältigung seiner Aufgaben macht sich Konrad II. zu Nutze, der ihn am 31. März 1037 als Kanzler von Italien einsetzt. So ist er dort in Canicole, Po, Ravenna, Imola, Piacenza, Mailand, am Gardasee, Verona, Aquileja Treviso, Nonantula, Pistoja, Vivinaja bei Lucca, Arezzo, Perugia, Spello bei Foligno, Benevent, Capua, Perano bei Chieti, Viadana am Po, Florenz und Brixen nachweisbar.
Nachdem er für Konrad II. letztmals 1039 in Nimwegen tätig war, kehrte er zurück in sein Bistum. Jetzt vertrat er wieder als Kanzler Heinrichs III. die Interessen des Bistums in Regensburg, Augsburg, Goslar und Hersfeld bei der Weihe der dort 1040 wieder hergestellten Kirche. Ebenfalls 1041 in Aachen und Regensburg, 1042 in St. Maurice und Kaufungen und 1043 in Ingelheim, wird er 1044 mit einer Entsendung nach Italien betraut, wo er zwischen dem 6. Januar und 22. Februar 1045 möglicherweise in Rom verstirbt.